# NGC 1160
NGC 1160 ist eine Balken-Spiralgalaxie vom Hubble-Typ SBc im Sternbild Perseus am Nordsternhimmel. Sie ist schätzungsweise 118 Millionen Lichtjahre von der Milchstraße entfernt und hat einen Durchmesser von etwa 50.000 Lichtjahren. Gemeinsam mit NGC 1161 bildet sie  das isoliert gelegene Galaxienpaar KPG 86.
Im selben Himmelsareal befinden sich u. a. die Galaxien IC 274 und IC 275.
Das Objekt wurde am 7. Oktober 1784 von William Herschel entdeckt.